# غاري أ. كوالسكي
غاري أ. كوالسكي (بالإنجليزية: Gary A. Kowalski)‏ هو كاتب أمريكي، ولد في 1953.